# Bolívia nos Jogos Pan-Americanos de 2003
A Bolívia competiu nos Jogos Pan-Americanos de 2003 em Santo Domingo, na República Dominicana.

## Medalhas

### Bronze
- Benjamín Martínez — Ciclismo, contra o relógio masculino
- Luis Bolívar — Caratê, kumitê masculino (acima de 80 kg)